# Sindrome post-COVID-19

Le percentuali di pazienti (fino a luglio 2020) con sintomi correlati alla malattia coronavirus 2019 (COVID-19) durante la fase acuta della malattia (in blu) e al momento della visita di follow-up (in rosso)

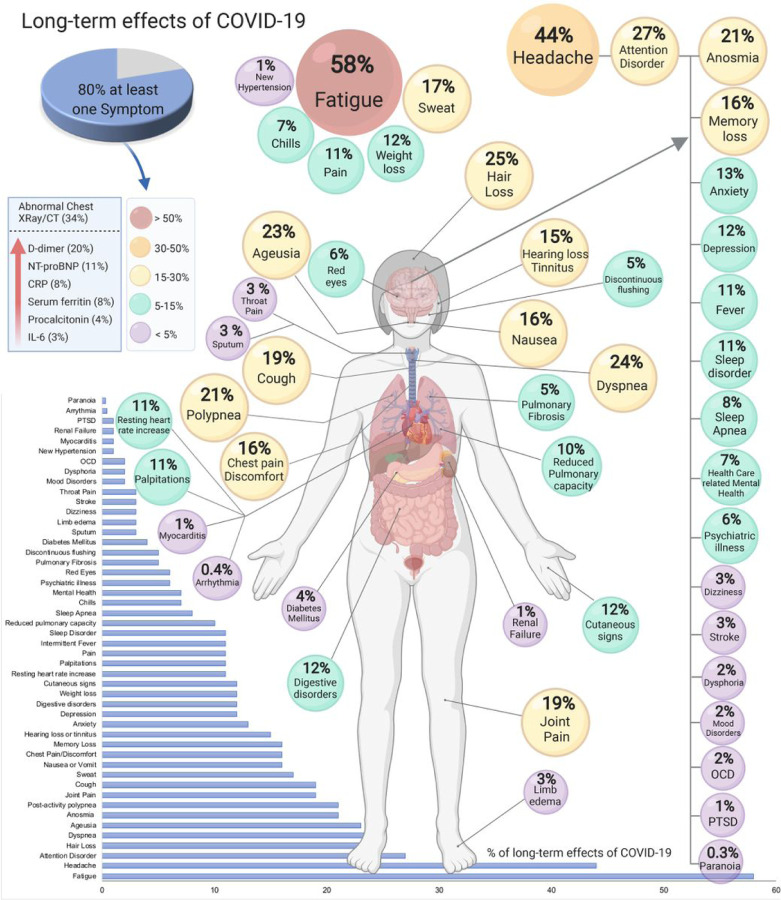
Effetti a lungo termine della malattia da coronavirus 2019 (COVID-19).

I postumi della COVID-19 a lungo termine o sindrome post-COVID-19 o long COVID (in inglese) sono gli esiti che la COVID-19, in quanto malattia multiorgano, può avere con effetti duraturi su molti apparati del corpo umano.
I pazienti in condizioni critiche devono affrontare una compromissione funzionale prolungata dopo la dimissione, che si ritiene possa durare diversi anni. In molti pazienti vengono descritte sequele a lungo termine della malattia: una percentuale variabile dal 10% al 20% delle persone con COVID-19 segnala sintomi come affaticamento, mal di testa, dispnea e anosmia, che durano più di un mese mentre su una persona su quarantacinque (2,2%) persistono sintomi che durano più di dodici settimane.
I malati vengono spesso definiti in inglese long-haulers (portatori a lungo termine).
Il National Institute for Health Research del Regno Unito indica che nei soggetti affetti da sindrome post-COVID-19 la ME/CFS è una delle sindromi frequenti, analogamente a quanto dichiarato dal Prof. Anthony Fauci a partire già da luglio 2020. Ci sono evidenze che le persone con COVID-19 acuto e con ME/CFS abbiano anomalie biologiche comuni tra cui squilibrio redox, infiammazione sistemica e neuroinfiammazione, una ridotta capacità di generare adenosina trifosfato e uno stato ipometabolico generale.
I sistemi sanitari di alcuni paesi si sono attivati per trattare questo gruppo di pazienti creando cliniche specializzate.

## Storia ed epidemiologia
(Lee)

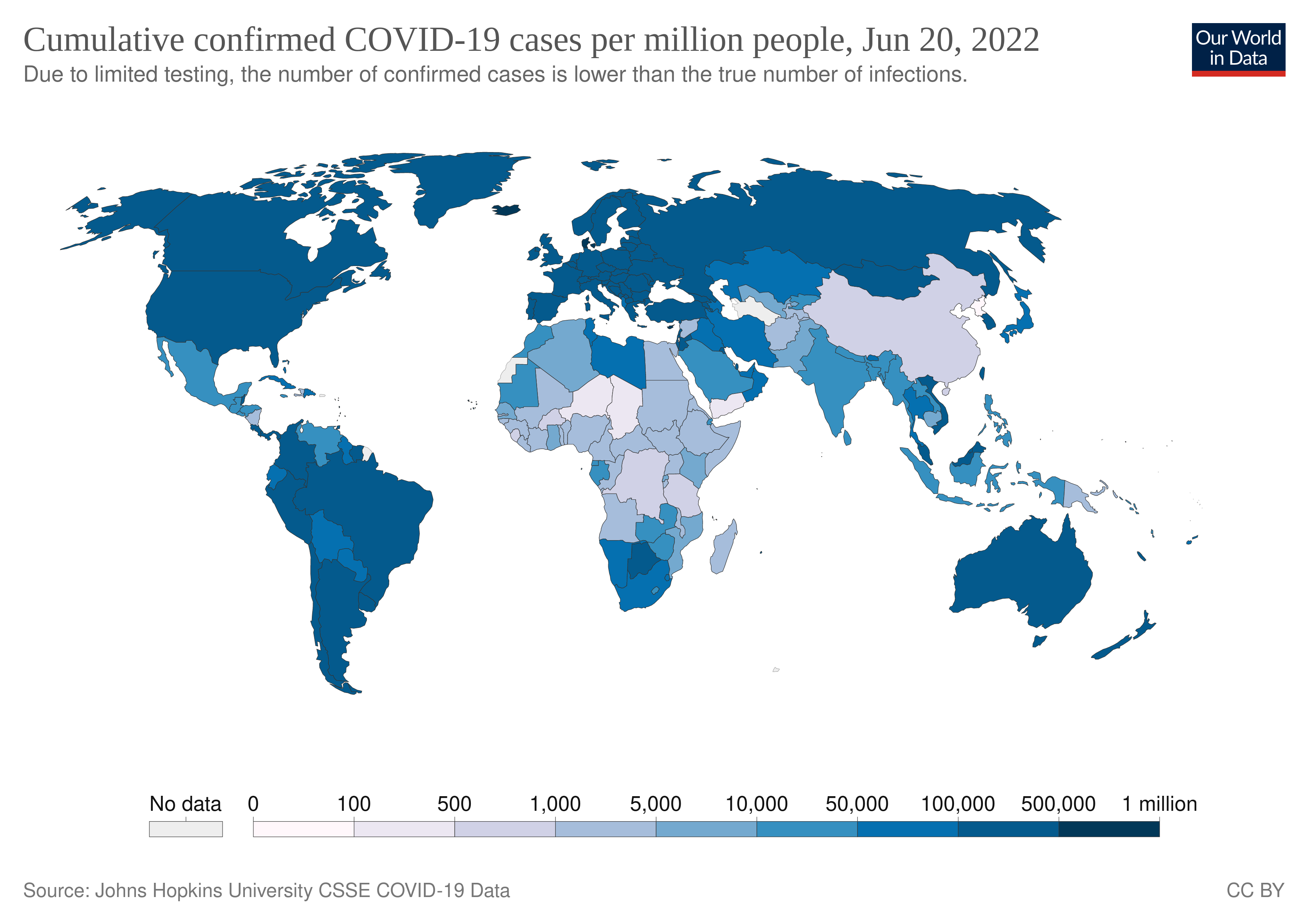
Mappa mondiale dei casi totali confermati di COVID-19 per milione di persone

Fin dalle prime segnalazioni della malattia nel dicembre 2019 divenne chiaro che la COVID-19 si potesse rivelare come una malattia a lungo termine (con sequele croniche) per molte persone: ciò si è visto sia in pazienti che hanno avuto un'infezione iniziale lieve o moderata sia in coloro che sono stati ricoverati in ospedale per un'infezione grave.

Percentuali cumulate dei sintomi e delle condizioni nella COVID-19

Il termine Long Covid è stato utilizzato per la prima volta nel maggio 2020 come hashtag su Twitter da Elisa Perego (Honorary Research Associate allo University College).
I primi studi sull'argomento suggeriscono che una percentuale molto alta di persone con COVID-19 sperimenteranno sintomi che durano più di un mese.

## Eziologia

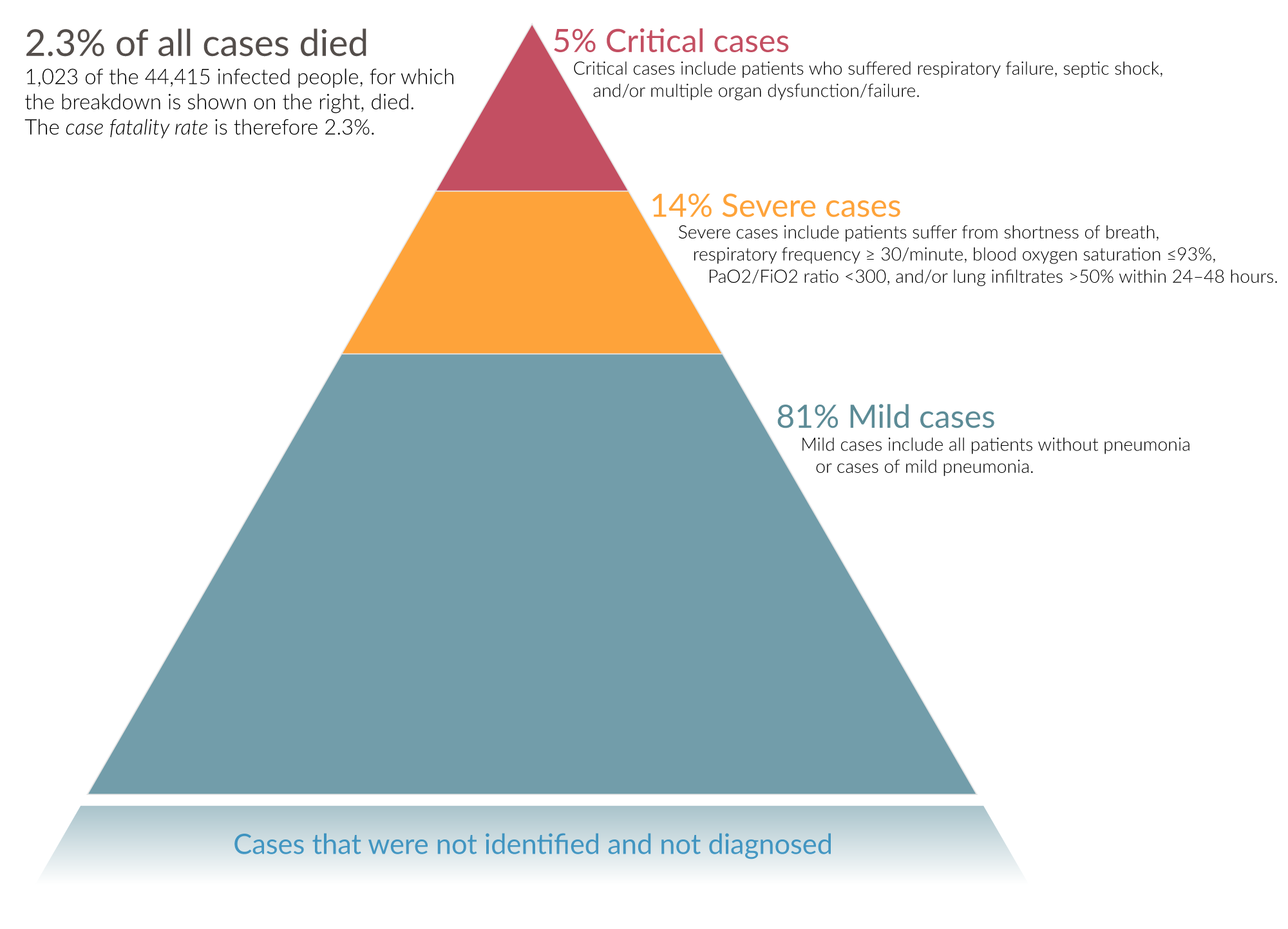
Piramide della gravità dei casi diagnosticati di COVID-19 in Cina

La maggioranza (fino all'80%) di coloro che sono stati ricoverati in ospedale con una malattia grave ha problemi a lungo termine tra cui affaticamento e dispnea. I pazienti con infezione iniziale grave, in particolare quelli che hanno richiesto la ventilazione artificiale, possono anche soffrire di una sindrome da terapia intensiva post-guarigione.
Una prima analisi del National Institute for Health Research del Regno Unito suggerisce che i sintomi di una sindrome post-COVID-19 possano essere dovuti a quattro sindromi:
- danno permanente d'organo
- sindrome post-terapia intensiva
- sindrome da stanchezza post-virale
- sintomi COVID-19 che durano più a lungo

### Fattori di rischio
Secondo uno studio del King's College London riportato il 21 ottobre 2020 (ma al 25 ottobre 2020 non ancora sottoposto a peer review) i fattori di rischio per la sindrome post-COVID-19 possono includere:
- Età superiore ai 50 anni
- Sesso femminile (nella fascia di età più giovane)
- obesità
- asma
- Avere più di cinque sintomi nella prima settimana di infezione da COVID-19 (come tosse, affaticamento, mal di testa, diarrea, perdita dell'olfatto)

## Patogenesi

COVID-19 e apparati colpiti

Sta emergendo che molti organi oltre ai polmoni sono interessati dalla COVID-19 e ci sono molti modi con cui può influire sulla salute di chi ne è colpito.
Vi è inoltre, una estrema variabilità dei sintomi, i pazienti lamentano di trovarsi con i propri sintomi che fluttuano come se si fosse su delle "montagne russe". Si tratta di disturbi fluttuanti transitori, la cui intensità è variabile. Ciò potrebbe essere dovuto alla condizione di un sistema immunitario colpito che risponde un modo differente tra i vari pazienti.
I fattori associati alla mortalità includono il sesso maschile, l'età avanzata e la presenza di comorbilità tra cui ipertensione, diabete mellito, malattie cardiovascolari e malattie cerebrovascolari. Il National Institute for Health Research del Regno Unito suggerisce che nei soggetti affetti da sindrome post-COVID-19 la sindrome da disfunzione multiorgano è una sindrome frequente.
Le lesioni permanenti agli organi sono diverse e poco note, tra esse sono documentate danni ai seguenti organi:

### Polmone

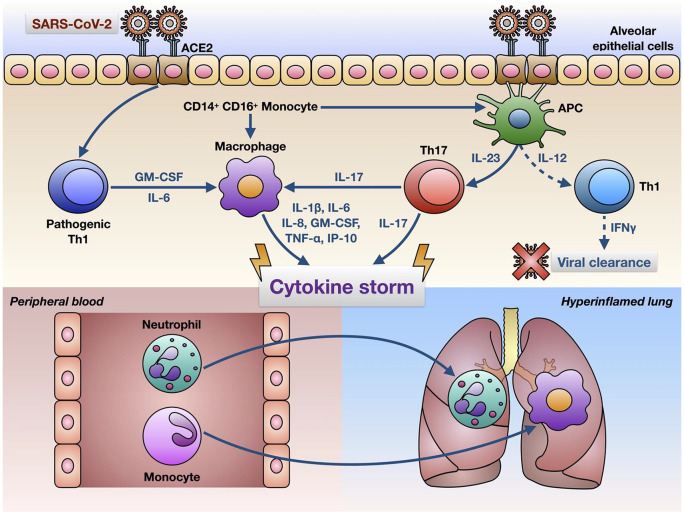
Meccanismo ipotetico prodotto dalla tempesta citochinica nei polmoni infetti da SARS-CoV-2

Il SARS-CoV-2 determina prevalentemente una polmonite interstiziale, caratterizzata da un forte processo infiammatorio degli alveoli con conseguente deficit di scambi gassosi. I danni ai polmoni, dispnea e tosse persistono per settimane dopo la dimissione ospedaliera; anche le COVID-19 "lievi" hanno riportato sintomi che persistono per molte settimane o addirittura mesi dopo la scomparsa dell'infezione iniziale.
Secondo uno studio austriaco alla dimissione ospedaliera l'88% dei pazienti mostra segni di danno polmonare nelle scansioni TC, con aree polmonari simili a vetro smerigliato, mentre il 47% dei pazienti soffriva di dispnea; gli stessi pazienti a 12 settimane mostravano ancora segni di dispnea con insufficienza cardiaca e polmonare. Lo studio suggerisce di prevedere strategie di assistenza e recupero funzionale di tipo riabilitatorio di lungo periodo. Più in dettaglio si è visto che la stragrande maggioranza dei pazienti COVID-19 ospedalizzati mostra danni ai polmoni 6 settimane dopo la dimissione, ma questa proporzione diminuisce significativamente dopo 12 settimane, suggerendo che i polmoni hanno un meccanismo di autoriparazione.
La COVID-19 si manifesta a livello polmonare con:
- Polmonite interstiziale acuta bilaterale. Spesso questa necessita di assistenza ospedaliera con ventilazione meccanica e suoi esiti polmonari possono richiedere mesi per risolversi.
- Sindrome da distress respiratorio acuto (ARDS), è una potenziale e temibile complicanza della polmonite; essa deriva dalla combinazione tra infezione e risposta infiammatoria. I polmoni si riempiono di liquido rapidamente e diventano rigidi. Questa rigidità, combinata alle gravi difficoltà di ossigenazione a causa del liquido, può richiedere lunghi periodi di ventilazione meccanica per la sopravvivenza.
- Sepsi è una potenziale e temibile complicanza della polmonite.
- Infarto del miocardio è una possibile complicanza della polmonite.
- Embolia polmonare è una possibile complicanza della polmonite.

In ogni caso, quanto più grave è la malattia, tanto più difficile è la completa guarigione; infatti, i casi più lievi hanno meno probabilità di causare cicatrici durature nel tessuto polmonare. Le persone anziane sono anche più vulnerabili per un caso grave di COVID-19 e sono determinanti le condizioni preesistenti, infatti la broncopneumopatia cronica ostruttiva (BPCO) o le malattie cardiache possono determinare casi di COVID-19 più gravi. La guarigione completa e il recupero della salute dei polmoni a lungo termine dipendono dal tipo di cure e dalla tempestività. Infatti il supporto tempestivo in ospedale per i pazienti gravemente malati può ridurre al minimo i danni ai polmoni.

### Cuore

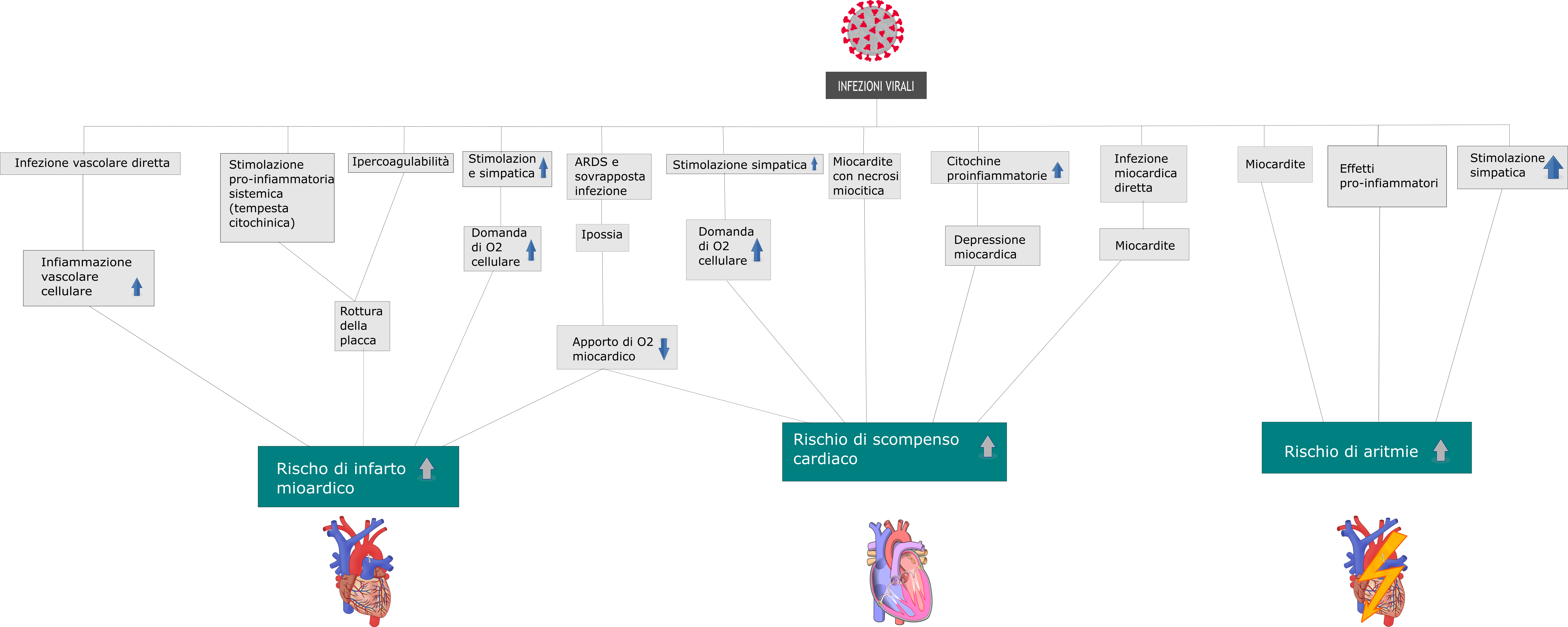
Lesioni cardiache da SARS-CoV-2

Uno degli effetti più notevoli sulla salute si riferisce al danno al cuore conseguente all'infezione da virus SARS-CoV-2. Anche i giovani adulti colpiti dalla COVID-19, inclusi gli atleti, possono soffrire di miocardite post-COVID-19, e non solo gli anziani o le persone di mezza età. In genere i danni al cuore sono di lieve entità, ma talvolta possono esitare in grave miocardite. Infatti un carico infiammatorio elevato può indurre infiammazione vascolare, miocardite e aritmie cardiache, nei casi più gravi  fatali. Vi è anche un aumento dei livelli di troponina (Tn), segno di un danno alle cellule del tessuto cardiaco, ed è il primo campanello d'allarme dell'infarto del miocardio. Inoltre la risposta infiammatoria determina una cascata di reazioni che portano alla coagulazione del sangue, con conseguenti episodi di trombosi e di embolie polmonari.
I pazienti con un alto livello di troponina hanno mostrato una maggiore incidenza di complicanze come ARDS, aritmie maligne, danno renale acuto e coagulopatia acuta; la compresenza di malattie cardiovascolari e Tn elevato era associata al più alto tasso di mortalità. La presenza di danno cardiaco (definito da livelli elevati di troponina), miocardite e ARDS sono altri fattori forti e indipendenti associati alla mortalità.

### Rene
I soggetti dializzati o trapiantati di rene hanno un rischio più alto che la malattia evolva in forma più grave.
Circa un terzo dei pazienti è deceduto a causa di un’insufficienza renale acuta, come è emerso dall'esame autoptico dove si è visto un diffuso aumento della microcoagulazione che giustifica il danno renale.
Altre cause di danno sembrano averlo i recettori ACE2 che potrebbero trasportare il virus anche all'interno del sistema di filtraggio renale. Infine non va escluso un deterioramento determinato dalla tossicità dei farmaci con cui vengono trattati i pazienti affetti da COVID-19.

### Sistema nervoso

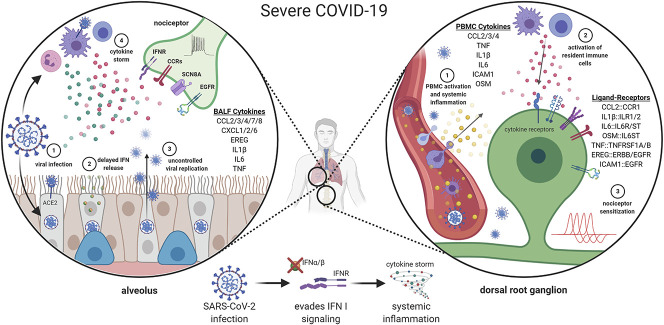
Potenziali meccanismi per la sensibilizzazione ai nocicettori nella COVID-19 grave.

I pazienti con COVID-19 potrebbero subire degli esiti permanenti sul Sistema nervoso periferico (SNP) dovuti a cambiamenti dell'eccitabilità dei nocicettori che promuovono il dolore, inducendo neuropatie e peggiorando gli stati dolorosi esistenti.

## Clinica
(Nikki)

### Segni e sintomi

Sintomi della COVID-19 in cronico

Sintomi della COVID-19 in acuto

I sintomi riportati da persone con Long Covid includono:
- Stanchezza estrema
- Debolezza muscolare
- Febbre di bassa intensità o febbricola
- Incapacità di concentrazione (nebbia cerebrale)
- Perdita di memoria
- Cambiamenti di umore, a volte accompagnati da depressione e altri problemi di salute mentale.
- Insonnia
- Emicrania
- Dolori articolari alle braccia e alle gambe
- Diarrea e attacchi di vomito
- Perdita di gusto e odore (anosmia e disosmia)
- Mal di gola e difficoltà a deglutire (disfagia)
- Nuova insorgenza di diabete e ipertensione
- Rash
- Dispnea
- Angina pectoris
- Tachicardia e palpitazioni
- Efluvium
- Geloni[53]
- Orticaria[53]
- Eruzioni papulosquamose[53]

Secondo uno studio, pubblicato su Annals of Clinical and Translational Neurology il 15 marzo 2021, condotto su 100 pazienti non ospedalizzati (70% donne con un'età media di 43 anni); è emerso che i 10 sintomi più persistenti in caso di Long COVID sono stati:
- Disfunzione cognitiva, segnalata nell'81% dei casi
- Mal di testa, 68%
- Intorpidimento o formicolio, 60%
- Disturbo del gusto, 59%
- Disturbo dell'olfatto, 55%
- Dolore muscolare, 55%
- Vertigini, 47%
- Dolore, 43%
- Visione offuscata, 30%
- Acufene (ronzio nelle orecchie), 29%

I “long haulers” di Covid-19 non ospedalizzati sperimentano una prevalente e persistente “nebbia cerebrale” con affaticamento che influisce sulla loro cognizione e qualità della vita.
Altri sintomi, non strettamente neurologici, riportati nello studio sono stati:
- Stanchezza, 85%
- Depressione o ansia, 47%
- Mancanza di respiro, 46%
- Dolore al petto, 37%
- Insonnia, 33%
- Variazione della frequenza cardiaca e della pressione sanguigna, 30%
- Disturbi gastrointestinali, 29%

La totalità dei soggetti studiati nello studio dichiararono di essersi ripresi dopo 2 mesi nel 95% dei casi, mentre per il 10% ci sono voluti 9 mesi. Secondo altri studiosi, che hanno commentato lo studio, è possibile che: 
(Allison Navis, MD; Icahn School of Medicine at Mount Sinai in New York City)

### Sindrome post-COVID-19 e vaccini
Circa tra il 30% e il 50%, dei soggetti con sindrome post-COVID-19 riferisce di sperimentare un miglioramento dei sintomi dopo aver ricevuto l'iniezione di un vaccino a mRNA, ciò secondo una serie di sondaggi informali condotti sui social media. Secondo ricercatori della Columbia University di New York City la spiegazione di ciò può essere trovata nel fatto che il vaccino dia una "spinta" al sistema immunitario ad eliminare il virus ancora circolante nell'organismo.
(Donna Farber, PhD, a professor of microbiology and immunology at Columbia University)
Va anche segnalato, però, che un piccolo numero di persone è risultato positivo alla COVID-19, dopo due settimane o più, dopo essere stato completamente vaccinato, questi casi vengono conosciuti come casi "breakthrough". I vaccini hanno comunque ridotto la gravità della malattia; i casi breakthrough si verificano anche con altri vaccini in altre malattie come l'influenza.

## Ricerca
Nell'aprile/maggio 2020, 143 pazienti ricoverati in terapia intensiva sono stati seguiti presso la Fondazione Policlinico Universitario "Agostino Gemelli" IRCCS di Roma. Da una prima analisi dei dati di questa ricerca, tra le prime al mondo, emerge che solamente il 12,6% dei pazienti risulta completamente guarito a sessanta giorni dal primo malessere. Un buon 32% presenta ancora uno o due sintomi legati alla malattia e ben il 55% riferisce tre o più sintomi tipici del virus; inoltre nel 53% dei pazienti persiste la stanchezza, nel 43% la dispnea, nel 27% il dolore articolare e nel 22% persiste la cefalea.
Uno studio del King's College di Londra ha rilevato che circa il 10% dei malati di COVID-19 nel Regno Unito non si è ripreso entro tre settimane e circa 250 000 persone hanno manifestato sintomi per trenta giorni o più.
Il 1º settembre 2020 vennero pubblicati su The Lancet Infectious Diseases i risultati di una ricerca in cui venivano riassunti i più comuni sintomi riferiti da parte di persone in convalescenza da COVID-19 e che avevano sperimentato diversi gradi di gravità durante la fase acuta. In uno studio osservazionale, su cento pazienti in convalescenza/guarigione pubblicato nel luglio 2020, settantotto di questi avevano risultati anormali alla risonanza magnetica cardiovascolare (mediana settantuno giorni dopo la diagnosi) e trentasei di questi hanno manifestato dispnea e stanchezza insolita. Sebbene le sequele a lungo termine della malattia fossero ancora sconosciute, gli autori hanno affermato come fosse necessaria la ricerca sugli aspetti di questi effetti a lungo termine, compresa la previsione di quali pazienti potrebbero subire tali effetti, la gestione della fase acuta che può aiutare a evitare il sintomi nonché le fasi della risposta immunologica in questi pazienti e i possibili determinanti genetici e trattamenti per i sintomi.
Numerosi studi in corso a ottobre 2020 stanno esaminando gli effetti a lungo termine del virus su alcuni individui. È stata riscontrata un'ampia gamma di danni a lungo termine su vari altri organi, compreso il sistema nervoso e forse i reni, il fegato e il tratto gastrointestinale. Sono stati spesso osservati sintomi come diminuzione della funzione polmonare e cardiaca e diminuzione della capacità di esercizio. Inoltre, una serie di sintomi di eziologia ancora sconosciuta, come affaticamento, dolori articolari, "annebbiamento cerebrale" e febbre, hanno portato a confronti con l'encefalomielite mialgica/sindrome da affaticamento cronico (ME/CFS), sebbene distinta da tale diagnosi, che dipende da altri criteri. I medici sperano di trovare cause specifiche per i sintomi sperimentati dai COVID-19 "viaggiatori a lungo raggio", che sono spesso giovani, precedentemente in forma e in buona salute, poiché il loro trattamento differirà a seconda dell'eziologia, che potrebbe essere dovuto a un'infezione persistente, anomalie autoimmuni, danni ai polmoni o al cuore, infiammazione o altri motivi.
L'Università di Leicester e gli Ospedali universitari di Leicester NHS Trust hanno intrapreso un importante studio sugli effetti a lungo termine sulla salute di COVID-19 a partire da agosto 2020 denominato Post-Hospitalization COVID-19 (PHOSP-COVID) che mira a seguire 10 000 pazienti per un anno, analizzando vari fattori clinici con esami e analizzando diversi biomarcatori.
Un altro studio simile, su centinaia di persone in due anni, è stato avviato negli Stati Uniti alla fine di luglio 2020.
Nel 2025 è stato pubblicato uno studio di associazione sull'interogenomo umano condotto su 7500 pazienti e più di un milione di controlli, identificando nel cromosoma 6, in prossimità del gene FOXP4, il luogo di una predisposizione al long COVID nel 60% dei pazienti che presentavano la variante genetica oggetto dello studio. Tale gene è noto per il suo ruolo nelle infezioni respiratorie e nella risposta immunitaria.

## Politiche sanitarie in risposta

### Australia
Nell'ottobre 2020, una guida pubblicata dal Royal Australian College of General Practitioners (RACGP) afferma che i sintomi di infezione post-COVID-19 in corso come affaticamento, mancanza di respiro e dolore toracico richiederanno la gestione da parte dei medici di famiglia, oltre a quelli più gravi condizioni già documentate.

### Regno Unito
In Gran Bretagna, il Servizio Sanitario Nazionale (NHS) ha iniziato a creare cliniche specializzate per il trattamento della sindrome post-COVID-19.
Nell'ottobre 2020, il capo dell'National Health Service inglese ha annunciato che l'NHS aveva impegnato 10 milioni di sterline da spendere quell'anno per istituire "cliniche Long Covid" per valutare le condizioni fisiche, cognitive e psicologiche dei pazienti e per fornire cure specialistiche. Sono state annunciate future linee guida cliniche, con ulteriori ricerche pianificate su 10 000 pazienti e una task force designata da istituire, insieme a un servizio di riabilitazione online chiamato Your Covid Recovery.

### Riviste
- Major study into long-term health effects of COVID-19 launched in the UK, su NIHR. URL consultato il 28 ottobre 2020.
- Anna S. Nordvig, Kathryn T. Rimmer, Joshua Z. Willey, Kiran T. Thakur, Amelia K. Boehme, Wendy S. Vargas, Craig J. Smith e Mitchell S.V. Elkind, Potential neurological manifestations of COVID-19, in Neurology: Clinical Practice, 2020,  pp. 10.1212/CPJ.0000000000000897, DOI:10.1212/CPJ.0000000000000897, ISSN 2163-0402 (WC · ACNP).
- Paterson RW, Brown RL, Benjamin L, Nortley R, Wiethoff S, Bharucha T, Jayaseelan DL, Kumar G, Raftopoulos RE, Zambreanu L, Vivekanandam V, Khoo A, Geraldes R, Chinthapalli K, Boyd E, Tuzlali H, Price G, Christofi G, Morrow J, McNamara P, McLoughlin B, Lim ST, Mehta PR, Levee V, Keddie S, Yong W, Trip SA, Foulkes AJM, Hotton G, Miller TD, Everitt AD, Carswell C, Davies NWS, Yoong M, Attwell D, Sreedharan J, Silber E, Schott JM, Chandratheva A, Perry RJ, Simister R, Checkley A, Longley N, Farmer SF, Carletti F, Houlihan C, Thom M, Lunn MP, Spillane J, Howard R, Vincent A, Werring DJ, Hoskote C, Jäger HR, Manji H, Zandi MS, The emerging spectrum of COVID-19 neurology: clinical, radiological and laboratory findings, in Brain, vol. 143, n. 10, ottobre 2020,  pp. 3104-3120, DOI:10.1093/brain/awaa240, PMC 7454352, PMID 32637987.
- Mahase E, Covid-19: What do we know about "long covid"?, in BMJ, vol. 370, luglio 2020,  pp. m2815, DOI:10.1136/bmj.m2815, PMID 32665317.
- Greenhalgh T, Knight M, A'Court C, Buxton M, Husain L, Management of post-acute covid-19 in primary care, in BMJ, vol. 370, agosto 2020,  pp. m3026, DOI:10.1136/bmj.m3026, PMID 32784198.
- Nabavi N, Long covid: How to define it and how to manage it, in BMJ, vol. 370, settembre 2020,  pp. m3489, DOI:10.1136/bmj.m3489, PMID 32895219.
- NICE & SIGN announce latest rapid Covid-19 guideline will address Long Covid, su NICE, 5 ottobre 2020. URL consultato il 28 ottobre 2020 (archiviato dall'url originale il 15 gennaio 2022).
- NHS England, NHS England » NHS to offer ‘long covid’ sufferers help at specialist centres, su NHS England, 7 ottobre 2020. URL consultato il 28 ottobre 2020.
- Long COVID: let patients help define long-lasting COVID symptoms, in Nature, vol. 586, n. 7828, ottobre 2020,  p. 170, DOI:10.1038/d41586-020-02796-2, PMID 33029005.
- Kingstone T, Taylor AK, O'Donnell CA, Atherton H, Blane DN, Chew-Graham CA, Finding the 'right' GP: a qualitative study of the experiences of people with long-COVID, in BJGP Open, ottobre 2020, DOI:10.3399/bjgpopen20X101143, PMID 33051223.
- Nisreen A Alwan, Rochelle Ann Burgess, Simon Ashworth, Rupert Beale, Nahid Bhadelia, Debby Bogaert, Jennifer Dowd, Isabella Eckerle, Lynn R Goldman, Trisha Greenhalgh, Deepti Gurdasani, Adam Hamdy, William P Hanage, Emma B Hodcroft, Zoë Hyde, Paul Kellam, Michelle Kelly-Irving, Florian Krammer, Marc Lipsitch, Alan McNally, Martin McKee, Ali Nouri, Dominic Pimenta, Viola Priesemann, Harry Rutter, Joshua Silver, Devi Sridhar, Charles Swanton, Rochelle P Walensky, Gavin Yamey e Hisham Ziauddeen, Scientific consensus on the COVID-19 pandemic: we need to act now, in The Lancet, 2020, DOI:10.1016/S0140-6736(20)32153-X, ISSN 0140-6736 (WC · ACNP).

### Linee guida WHO
- A guide to WHO’s guidance on COVID-19, su WHO, 23 giugno 2020. URL consultato il 28 ottobre 2020.
- Technical guidance publications, su WHO. URL consultato il 28 ottobre 2020.
- Assessment tool for laboratories implementing COVID-19 virus testing: Interim Guidance, su WHO, 23 ottobre 2020. URL consultato il 28 ottobre 2020.
- Breastfeeding and COVID-19, su WHO, 23 giugno 2020. URL consultato il 28 ottobre 2020.
- Technical guidance publications, su WHO. URL consultato il 28 ottobre 2020.
- Technical guidance publications, su WHO. URL consultato il 28 ottobre 2020.
- Serology in the context of COVID-19, su WHO, 24 febbraio 2020. URL consultato il 28 ottobre 2020.
- Case management, su WHO. URL consultato il 28 ottobre 2020.

### Linee guida NHS
- Overview - COVID-19 rapid guideline: managing the long-term effects of COVID-19 - Guidance, su NICE, 18 dicembre 2020. URL consultato il 30 gennaio 2021.

### Testi

#### Italiano
- Istituto Superiore di Sanità (ISS), Epidemia COVID-19 - Aggiornamento nazionale, 20 ottobre 2020 (PDF), su epicentro.iss.it, www.epicentro.iss.it, Roma, 20 ottobre 2020. URL consultato il 28 ottobre 2020.
- H. Prabhakar, Clinical Synopsis of COVID-19, ISBN 978-981-15-8681-1. URL consultato il 28 ottobre 2020.
- M. Bologna e A. Lepidi, CoViD-19: Virologia e patologia, Bollati Boringhieri, 2020, ISBN 978-88-339-3577-5. URL consultato il 28 ottobre 2020.
- P. Cornaglia-Ferraris, COVID-19: Piccolo dizionario di ciò che sappiamo, Editori Laterza, 2020, ISBN 978-88-581-4210-3. URL consultato il 28 ottobre 2020.
- R. Becciani, Dentista e Covid-19: come gestire lo studio odontoiatrico nella post-emergenza, Edra, 2020, ISBN 978-88-214-5339-7. URL consultato il 28 ottobre 2020.
- Covid-19 e tutela dell'impresa: Manuale giuridico-operativo con addendum pratico, Casa Editrice La Tribuna, 2020, ISBN 978-88-291-0449-9. URL consultato il 28 ottobre 2020.
- C. Di Carluccio e A. Esposito, Obblighi di sicurezza e responsabilità di impresa al tempo del covid-19. Ediz. integrale, L'Argolibro, 2020, ISBN 978-88-949079-8-8. URL consultato il 28 ottobre 2020.
- G.A. Chiesi e M. Santise, Diritto e Covid-19, Giappichelli, 2020, ISBN 978-88-921-3463-8. URL consultato il 28 ottobre 2020.
- G. Sabella, Ripartenza verde: Industria e globalizzazione ai tempi del covid, Rubbettino, 2020, ISBN 978-88-498-6432-8. URL consultato il 28 ottobre 2020.
- C. Paravati, Covid 19: costruire il futuro. Economia, ambiente, scuola e giustizia sociale, Com Nuovi Tempi, 2020, ISBN 978-88-89193-25-9. URL consultato il 28 ottobre 2020.

#### Inglese
- Lawrence Knorr, After the pandemic: visions of life post COVID-19, Mechanicsburg, Pennsylvania, Sunbury Press, 2020, ISBN 978-1-62006-700-0, OCLC 1157947498.*  S.N.S. Al-Humairi, N. Mazlan, A.P.D.A.K. Tarofder e H. Razalli, COVID-19 PANDEMIC: Monitoring Technologies, Healthcare and Panic buying behaviour, White Falcon Publishing, 2020, ISBN 978-93-89932-37-9. URL consultato il 28 ottobre 2020.
- R.S. Arunachalam, Covid-19: Implications for Financial Inclusion, Msme Development and Agriculture, Independently Published, 2020, ISBN 979-8-6704-9441-0. URL consultato il 28 ottobre 2020.
- Desheng Wu, Pandemic risk management in operations and finance: modeling the impact of COVID-19, Cham, Switzerland, Springer, 2020, ISBN 978-3-030-52196-7, OCLC 1181996753.
- Boston Review, The Politics of Care, New York, Verso Books, 2020, ISBN 978-1-83976-311-3, OCLC 1197560680.
- P. Howson, Special Report: COVID-19 Briefing 2, The Business Year, ISBN 978-1-912498-54-3. URL consultato il 28 ottobre 2020.
- P.M. Pedersen, B.J. Ruihley e B. Li, Sport and the Pandemic: Perspectives on Covid-19's Impact on the Sport Industry, Routledge Research in Sport Business and Management, Taylor & Francis, 2020, ISBN 978-1-00-022477-1. URL consultato il 28 ottobre 2020.
- Andrea Monti e Raymond Wacks, COVID-19 and public policy in the digital age, Milton Park, Abingdon, Oxon New York, NY, Routledge, 2021, ISBN 978-0-367-55345-6.
- Z. Allam, Surveying the Covid-19 Pandemic and Its Implications: Urban Health, Data Technology and Political Economy, Elsevier Science, 2020, ISBN 978-0-12-824314-5. URL consultato il 28 ottobre 2020.
- P. Comley, Infaltion Tax: The Implications of the COVID-19 Debts for Personal Finance, Pete Comley, 2020. URL consultato il 28 ottobre 2020.
- S. Friel, S. Goldman, B. Townsend e A. Schram, Australian COVID-19 Policy Responses: Good for Health Equity Or a Missed Opportunity?: A Report by the Menzies Centre for Health Governance, the Australian National University, Sharni, 2020, ISBN 978-0-646-82303-4. URL consultato il 28 ottobre 2020.
- Socio-economic and cultural impacts of COVID-19 on Africa: what responses from UNESCO?, UNESCO Publishing, 2020, ISBN 978-92-3-100389-9. URL consultato il 28 ottobre 2020.